# Геранд
Геранд (фр. Guérande) — коммуна на западе Франции, находится в регионе Пеи-де-ла-Луар, департамент Атлантическая Луара, округ Сен-Назер, центр кантона Геранд. Расположена в 16 км к северо-западу от Сен-Назера и в 62 км к юго-востоку от Вана, в 20 км от национальной автомагистрали N171. Северо-восточная часть территории коммуны занята обширным болотом Гран-Бриер, юго-западная — солончаками Геранд, на протяжении веков являвшимися главным источником дохода жителей коммуны.
Население (2017) — 15 873 человек.

## История

### Первобытное общество и Древний мир
Территория нынешней коммуны Геранд была заселена людьми с доисторических времен, как минимум, с позднего неолита. Об этом свидетельствует большое количество мегалитов: сейчас реестр археологических объектов включает девять менгиров, пять дольменов и два кургана. Это почти половина всех мегалитов, сохранившихся на территории департамента Атлантическая Луара.  Наиболее известны менгир Биссен высотой 3,5 метра и дольмен (крытая аллея) Кербур.
В нескольких местах в результате раскопок были обнаружены фрагменты соляных печей по типу  печей для обжига, что свидетельствует о том, что местные жители занимались производством соли из местных солончаков с древних времен. В этих печах делались т.н. соляные брикеты, которые затем поставлялись на большие расстояния. 
В кельтский период Геранд находился стыке территорий намнетов и венетов.  В галло-римский период здесь было много деревень и ферм, хотя главная дорога из Нанта в Ван проходила значительно севернее.  О периоде с IV по VI века никаких свидетельств не обнаружено; считается, что в IV веке эта территория подверглась нападению неизвестных варварских орд, название которых история не сохранила. Римские виллы и фермы были разрушены, жители убиты, а земли были заброшены почти на 250 лет.

### Раннее Средневековье
Христианство, впервые появившееся здесь во второй половине IV века, стало распространяться в середине VI века благодаря епископу Нанта Феликсу. Примерно в это время в Геранде была построена первая церковь и образован приход. В конце VI века к югу от реки Вилен стали проникать бретонцы. Их отношения с франками резко ухудшились после 558 года, когда бретонский правитель Варош II на время захватил территории к востоку от Вана, в том числе и Геранд. 
В конце VIII века император Карл Великий создал для защиты от нападений бретонцев Бретонскую марку с центром в Нанте. Геранд, видимо, входил в то время в состав графства Нант, но расположение на границе марки и Бретани делало его местом постоянных стычек.
IX век отмечен нашествиями норманнов. После разорений Нанта в 843 и 853 годах викинги прочно обосновались на территории Геранда.  В начале X века они попытались создать здесь свое государство, но эта затея сошла на нет после того, как Ален Кривая Борода в 938 году изгнал норманнов из Нанта и основал герцогство Бретань. Геранд становится частью владений герцогов Бретани как графов Нанта, а приход переходит из  Ванской епархии в Нантскую.  
В XII-XIV веках Геранд развивается, вырастая из небольшого поселка в процветающий город. Экономическое развитие и значительный рост населения связаны прежде всего освоением солончаков. Площадь болот, используемых для добычи соли, быстро растет. В городе также строится несколько водяных и ветряных мельниц.

### Война за бретонское наследство
В начале XIV века Геранд переходит во владение дома Монфор, что предопределит его участие в последующей Войне за бретонское наследство. В 1342 году он взят армией Карла Блуа, соперника Жана де Монфора в борьбе за бретонскую корону. В следующем году сторонники Монфора отбили город, но уже в 1344 году французы, поддерживавшие Карла Блуа, вновь осадили Геранд. 
После решающей победы Монфоров в Битве при Оре  29 сентября 1364 года, в которой погиб Карл Блуа, было подписано мирное соглашение, завершившее войну. По настоянию Жана V де  Монфор, ставшего герцогом Бретани, это соглашение было подписано в соборе Святого Обена города Геранд 12 апреля 1365 года.
В 1373 году вновь обострились отношения Бретани и Франции. Герцог Жан V заключил тайное соглашение с королем Англии Эдуардом III, направленное против короля Франции. Узнав об этом, бретонское дворянство выступило против своего герцога, и Жан V был вынужден уехать в Англию.  Но король Карл V переоценил ситуацию, и в 1378 направил в Бретань коннетабля  Бертрана дю Геклена с целью силового включения герцогства в состав французского королевства. Бретонцы восстали против аннексии и в 1379 вернули Жана V из ссылки. Он вновь взял под свой контроль герцогство, только теперь опираясь на поддержку местной знати и даже клана Пентьевров.  После смерти Карла V и вступления на престол нового короля Франции Карла VI он заключил с новым монархом Второй договор в Геранде (15 января 1381 года), закрепивший права дома Монфор на бретонскую корону.

### Геранд и Анна Бретонская
Геранд не остался в стороне и от последнего большого конфликта Бретани и Франции. Вступив на трон Бретани 9 сентября 1488 года, герцогиня Анна вместе со своим двором оставила охваченный чумой Нант и переехала в Геранд. Ее пребывание в городе продолжалось  около месяца.  В это время в окружении 11-летней герцогини вспыхнул конфликт между ее опекуном маршалом де Риё и канцлером Филиппом де Монтобаном. Анна поддержала канцлера, находившегося в Геранде. Войска маршала де Риё в мае-июне 1489 года осадили Геранд и сняли осаду только после заключения мирного соглашения 9 августа 1490 года.

### Новое время
XVIII век принес период упадок экономике Геранда. Морская торговля на Атлантическом побережье страдает от  английских блокад, уменьшения рыболовных зон и обмеления портов.  Торговля солью также находится в состоянии регрессии. Население Геранда уменьшается и пребывает в бедности. Революция не вызывает особых эмоций у населения: оно  остается «верным своим религиозным взглядам» и не принимает участия в Вандейском восстании.
В 1815 году Геранд стал местом одного из сражений войны, известной как «Шуанерия 1815 года». 22 июня 1815 года, после поражения в при Ватерлоо, император Наполеон I вторично отрекся от престола. Несмотря на это, часть гарнизонов на западе Франции оставалась в руках бонапартистов. Роялисты решили захватить Геранд силой, чтобы обеспечить возвращение во Францию принца Конде через порт Ле-Круазик.  7 июля 1815 года армия шуанов под командованием Пьера Луи Дю Камбу де Куалена  численностью почти 5000 человек попыталась захватить Геранд, обороняемый 150 солдатами 65-го пехотного полка. Отступив за крепостные стены, бонапартисты отбили атаку шуанов.

## Достопримечательности
- Городские стены XIII-XVI веков протяженностью 1877 метров с 10 башнями и 4 воротами
- Коллегиальная церковь Святого Альбина XIV-XVI веков, сочетание романского стиля и готики
- Часовня Нотр-Дам-де-Бланш XIV-XV веков
- Шато Карёй XIV-XVI веков
- Ветряная мельница Кремёр конца XV века
- Ветряная мельница Фалез XVI века

## Экономика
Структура занятости населения:
- сельское хозяйство — 2,1 %
- промышленность — 10,6 %
- строительство — 10,6 %
- торговля, транспорт и сфера услуг — 44,5 %
- государственные и муниципальные службы — 32,2 %

Уровень безработицы (2017 год) — 11,2 % (Франция в целом — 13,4 %, департамент Атлантическая Луара — 11,6 %). 

Среднегодовой доход на 1 человека, евро (2017 год) — 22 890 (Франция в целом — 21 110, департамент Атлантическая Луара — 21 910).

## Демография
Динамика численности населения, чел.

## Администрация
Пост мэра Геранда с 2018 года занимает Николя Крио (Nicolas Criaud). На муниципальных выборах 2020 года возглавляемый им правый блок победил во 2-м туре, получив 47,14 % голосов (из четырех блоков).
| Период | Период | Фамилия         | Партия                                                        | Примечания                                                           |
| ------ | ------ | --------------- | ------------------------------------------------------------- | -------------------------------------------------------------------- |
| 1979   | 1986   | Жан Руссо       | Объединение в поддержку Республики                            | строительный подрядчик                                               |
| 1986   | 1995   | Мишель Рабро    | Объединение в поддержку Республики                            | фармацевт, депутат Национального собрания                            |
| 1995   | 2006   | Жан-Пьер Доннёр | Объединение в поддержку Республики, Союз за народное движение | директор банка                                                       |
| 2006   | 2008   | Анник Маэ       | Союз за народное движение                                     |                                                                      |
| 2008   | 2014   | Кристоф Приу    | Союз за народное движение                                     | работник Торгово-промышленной палаты, депутат Национального собрания |
| 2014   | 2018   | Стефани Пан Тан | Разные правые                                                 | нотариус                                                             |
| 2018   |        | Николя Крио     | Разные правые                                                 | страховой брокер                                                     |

## Города-побратимы
- Динкельсбюль, Германия
- Альмагро, Испания
- Каштру-Марин, Португалия
- Долгелло, Уэльс

## Культура
Ежегодно в начале августа в Геранде проходит фестиваль кельтской культуры, охватывающий широкий спектр жанров от традиционных певческих сказаний до современной танцевальной музыки. Также в мае в городе проходит праздник Средневековья, реконструирующий эпоху XIV-XV веков со средневековой ярмаркой, тавернами, конными состязаниями, живой музыкой, театром, цирком и детскими развлечениями. В воскресенье утром проводится грандиозный костюмированный парад.
Город увековечен литературно: в Геранде происходит действие романа Оноре де Бальзака "Беатриса".

## Галерея
- Городские стены
- Ворота Сен-Мишель
- Шато Карёй
- Церковь Святого Альбина
- Часовня Нотр-Дам-де-Бланш
- Ветряная мельница Кремёр
- Ветряная мельница Фалез
- Дольмен Кербур
- Солончаки Геранда